# Emmanuel Van Wetter
Emmanuel Henri Eugène Van Wetter, né le 25 juillet 1849 à Audenarde et y décédé le 10 décembre 1929 fut un homme politique libéral belge.
Van Wetter fut avocat ; il fut élu sénateur de l'arrondissement de Audenarde-Alost dès 1919.

## Sources
- Liberaal Archief